# Berlijns voetbalkampioenschap 1898/99 (VBB)
In 1898/99 werd het tweede Berlijns voetbalkampioenschap gespeeld, dat georganiseerd werd door de Berlijnse voetbalbond. Op dit moment heette de voetbalbond nog Duitse voetbalbond (Verband Deutscher Ballspielvereine), waardoor de naam van het kampioenschap ook als Duits voetbalkampioenschap gezien zou kunnen worden. Maar aangezien er enkel clubs uit Berlijn deelnamen is de naam Duits kampioenschap niet representatief voor de competitie.
BFC Preußen werd kampioen. Er was dit jaar nog geel deelname aan de eindronde om de Duitse landstitel voorzien.

## Eindstand
| Plaats | Club                         | Wed. | W | G | V | Saldo | Ptn  |
| ------ | ---------------------------- | ---- | - | - | - | ----- | ---- |
| 1.     | Berliner FC Preußen 1894     | 10   | 7 | 1 | 2 | 27:16 | 15:5 |
| 2.     | Berliner TuFC Viktoria 1889  | 10   | 7 | 1 | 2 | 39:14 | 15:5 |
| 3.     | Berliner TuFC Britannia 1892 | 10   | 6 | 1 | 3 | 38:16 | 13:7 |
| 4.     | FV Brandenburg 92            | 10   | 4 | 0 | 6 | 21:33 | 8:12 |
| 5.     | Berliner FC Fortuna 1894     | 10   | 3 | 1 | 6 | 14:33 | 7:13 |
| 6.     | Berliner FC Favorit 1896     | 10   | 1 | 0 | 9 | 15:42 | 2:18 |

|  | Finale |

## Finale
| Team 1           | Uitslag  | Team 2            |
| ---------------- | -------- | ----------------- |
| BFC Preußen 1894 | 0:0, 3:2 | BTuFC Viktoria 89 |